# Lauri Lehtinen (football)
Pour les articles homonymes, voir Lehtinen.
Lauri Lennart Lehtinen (né le 11 mars 1909 en Finlande et mort le 30 septembre 1991) est un joueur de football international finlandais, qui jouait au poste d'attaquant.
Surnommé Lati, il est connu pour avoir terminé meilleur buteur du championnat de Finlande lors de la saison 1932 avec 13 buts.
En sélection avec l'équipe de Finlande, il a notamment inscrit un triplé contre la Suède. Il est ensuite président du TPS Turku de 1949 à 1950.

## Palmarès
TPS Turku
- Championnat de Finlande (3) :
  - Vainqueur : 1928, 1939 et 1941.